# Karen Thurman
Karen Loveland Thurman (Rapid City, 12 gennaio 1951) è una politica statunitense, membro della Camera dei Rappresentanti per lo stato della Florida dal 1993 al 2003.

## Biografia
Nata nel Dakota del Sud, ma vissuta sempre in Florida, la Thurman si laureò all'Università della Florida, per poi entrare in politica.
Dopo essere stata consigliere comunale e sindaco della città di Dunnellon, venne eletta al senato di stato, dove rimase per dieci anni.
Nel 1993 lo Stato della Florida guadagnò tre seggi alla Camera dei Rappresentanti e uno di questi venne conquistato dalla Thurman. La donna fu rieletta per altri quattro mandati senza opposizione sostanziale.
Tuttavia, dopo il censimento del 2000, il governo statale della Florida dovette riconfigurare alcuni distretti congressuali e quello della Thurman venne reso più favorevole al Partito Repubblicano. Ciononostante la Thurman cercò la rielezione ed affrontò la senatrice di stato Ginny Brown-Waite. La sfida fu molto agguerrita e le due sfidanti si trovavano a pari merito nel gradimento degli elettori, ma alla fine la Brown-Waite prevalse di misura e la Thurman dovette abbandonare il Congresso.
Nel 2005 Karen Thurman venne eletta presidente del DPL (Partito Democratico della Florida), da cui rassegnò le dimissioni nel 2010.
La Thurman è sposata con il giudice John Thurman, da cui ha avuto due figli: McLin, detto Macky, e Liberty Lee. Macky ha seguito le orme materne entrando in politica.